# AG Friedensforschung
Die AG Friedensforschung (AGF) war eine Arbeitsgruppe an der Universität Kassel, die aus sieben ehemaligen und aktuellen Universitätsmitgliedern verschiedener Fachbereiche bestand. Die Leitung hatten Peter Strutynski (1945–2015) und Werner Ruf. 

## Programmatik und Aktivitäten
Die AG Friedensforschung beschäftigte sich eigenen Angaben zufolge mit Völkerrecht, Menschenrechten und Friedensforschung, den politischen Ursachen von internationalen Krisen, Welt-, Außen- und Sicherheitspolitik, Konfliktprävention, Pazifismus, Ächtung von Massenvernichtungswaffen und weltweiter Abrüstung. Ziel sei die Ächtung und Abschaffung jedweder Kriege. Die AGF war Mitglied beim „Bundesausschuss Friedensratschlag“, einem deutschlandweiten Zusammenschluss von Einzelpersonen, Friedensinitiativen und Organisationen mit friedenspolitischer Schwerpunktsetzung.

## Projekte
- Friedenspolitische Vorlesungsreihen an der Universität Kassel[2]
- Friedenswissenschaftliche Forschungsprojekte in verschiedener Fachbereichen und inneruniversitären Einrichtungen
- Jährlicher Kongress „Friedensratschlag“ an der Universität Kassel (seit 1994)[3]
- Schriftenreihe „Kasseler Schriften zur Friedenspolitik“[1][4]
- Vorträge und Vorlesungen zu aktuellen Krisenthemen der Außen- und Sicherheitspolitik